# Cassis tuberosa
Cassis tuberosa är en snäckart som först beskrevs av Carl von Linné 1758.  Cassis tuberosa ingår i släktet Cassis och familjen hjälmsnäckor. Inga underarter finns listade i Catalogue of Life.

## Bildgalleri

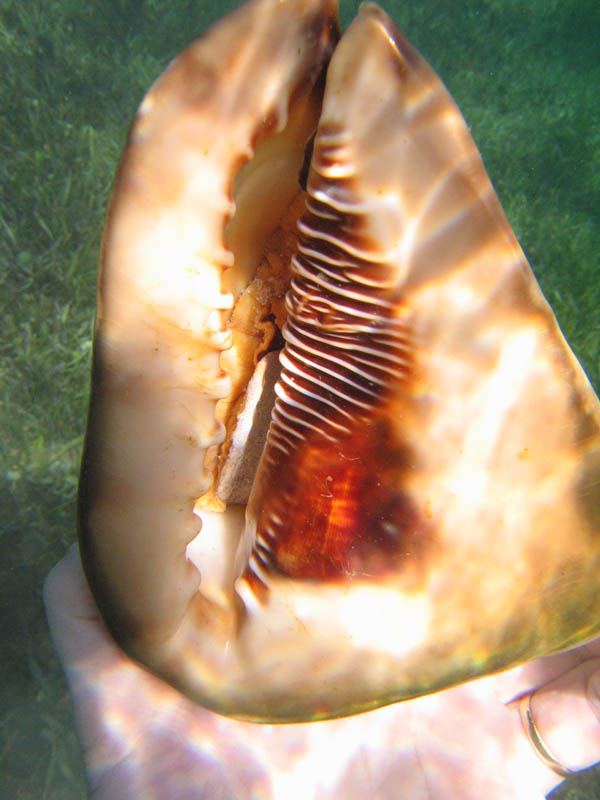